# Alejandro Abascal
Alejandro Tomás Abascal García, communément appelé Jan Abascal, né le 15 juillet 1952 à Santander, est un navigateur et dirigeant sportif espagnol qui concourait principalement en classe Flying Dutchman.
Abascal remporte ses premiers succès dans les compétitions réservées aux espoirs avec une coupe d'Espagne des jeunes en classe Snipe (1971) et un titre mondial en classe Vaurien (1974). En 1975, il remporte le championnat d'Espagne senior en classe Vaurien, associé à Alfredo Ortiz.
Après une septième place obtenue aux Jeux olympiques de Montréal en 1976, Il s'impose à Moscou en 1980, remportant le titre en classe Flying Dutchman en qualité de skipper, aux côtés de Miguel Noguer Castellví. La domination de l'équipage espagnol dans les eaux de la Mer Baltique est telle qu'il n'a pas besoin de disputer la dernière manche. 
Abascal est porte-drapeau de la délégation espagnole à Los Angeles, en 1984. Il termine onzième de sa compétition.
Il obtient également deux médailles lors des championnats du monde, de bronze en 1978 et d'argent en 1979.
De 1996 à 2015, Il est directeur sportif de la Fédération Royale Espagnole de Voile et du Centre de formation de haut niveau Principe Felipe. En 2015, la formation technique de l'équipe olympique de voile espagnole lui est confiée. Il est membre du comité olympique espagnol.
Alejandro Abascal est diplômé de sciences physiques de l'université de Cantabrie.